# Francesco Frione
Francisco Raúl Frione detto Tito (Montevideo, 21 luglio 1912 – Milano, 17 febbraio 1935) è stato un calciatore uruguaiano naturalizzato italiano, di ruolo attaccante.

## Caratteristiche tecniche
Giocava come ala destra.

## Carriera
Dopo aver giocato nel Montevideo Wanderers, a 20 anni passa alla squadra italiana dell'Inter, seguito dal fratello Ricardo.
Esordisce in casa contro la Pro Patria (vittoria per 6-2) il 18 settembre 1932. Allenatore di quella squadra era Árpád Weisz, che gli trovò presto un posto fra i titolari.
Nell'Inter disputa complessivamente 62 partite di campionato segnando 13 reti.
Conta 4 presenze ed una rete nella Selezione B della Nazionale italiana e 6 presenze in Nazionale uruguaiana.
Muore a neanche 23 anni, nel febbraio 1935, a causa di una polmonite manifestatasi il mese precedente al rientro da una trasferta a Napoli.
Peppino Prisco, vicepresidente del club nerazzurro dal 1963 al 2001, lo ha inserito - un po' a sorpresa - nella formazione ideale dell'Inter di tutti i tempi.